# Grenze zwischen Deutschland und Luxemburg

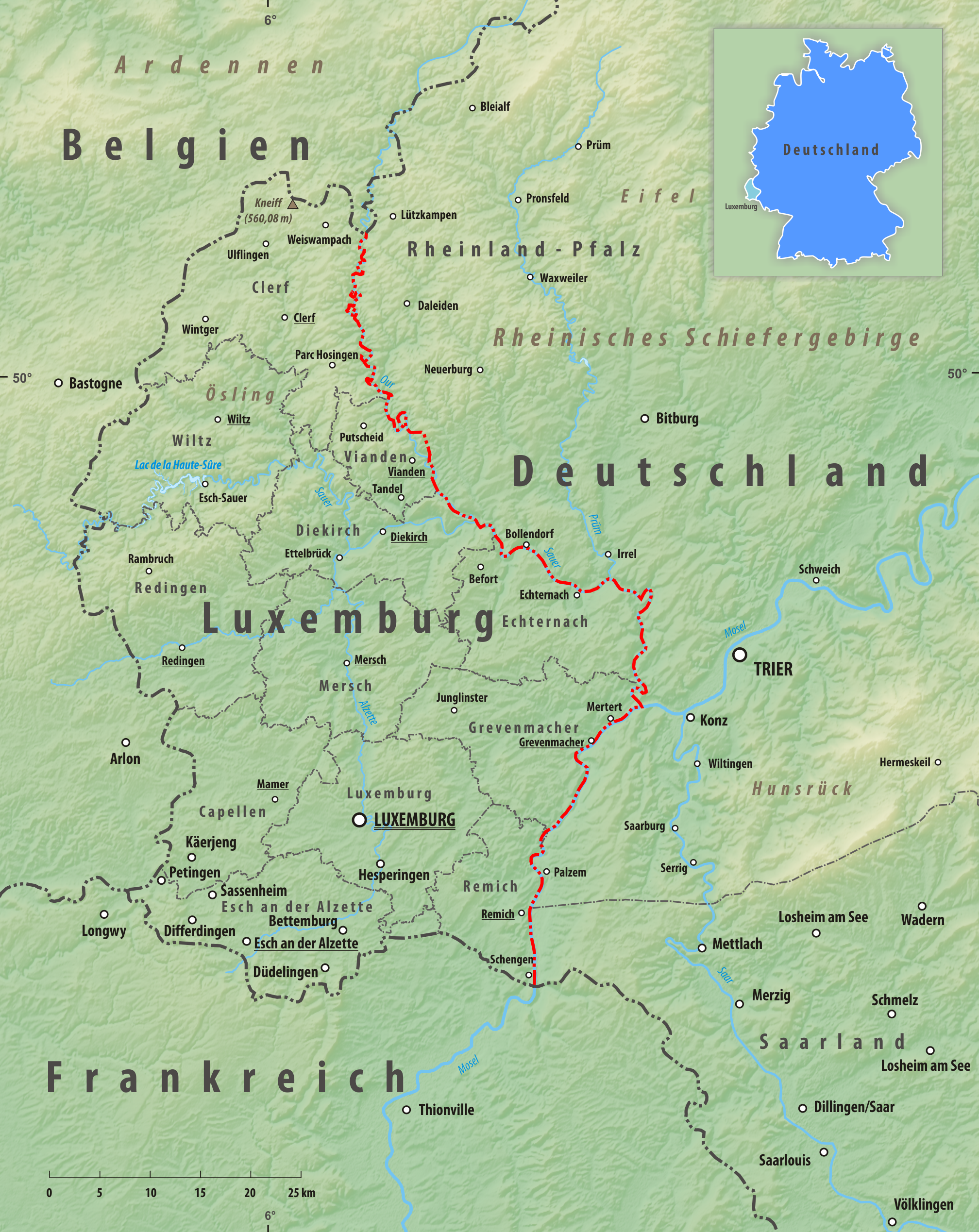
Grenzverlauf Deutschland-Luxemburg

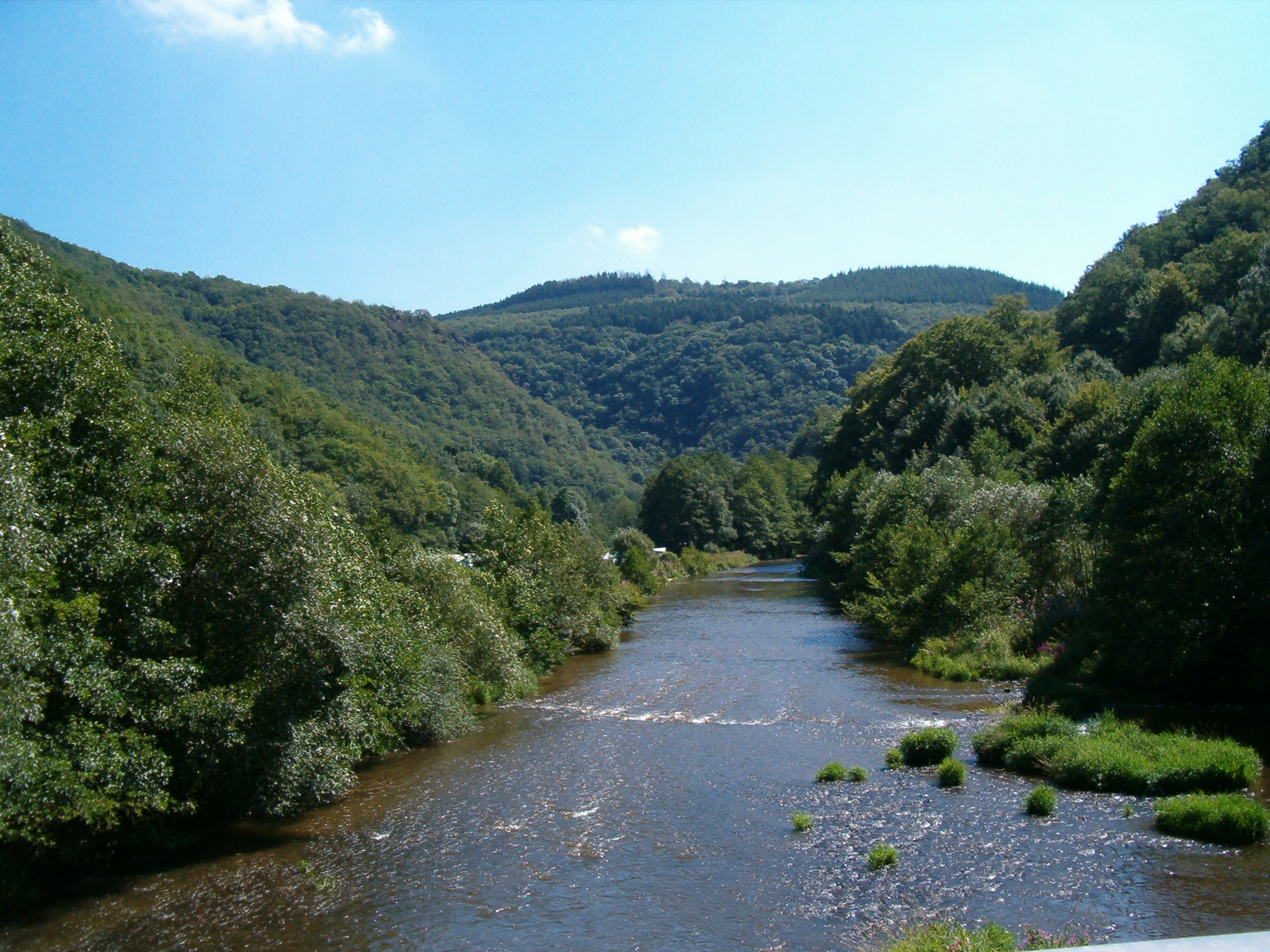
Grenzfluss Our

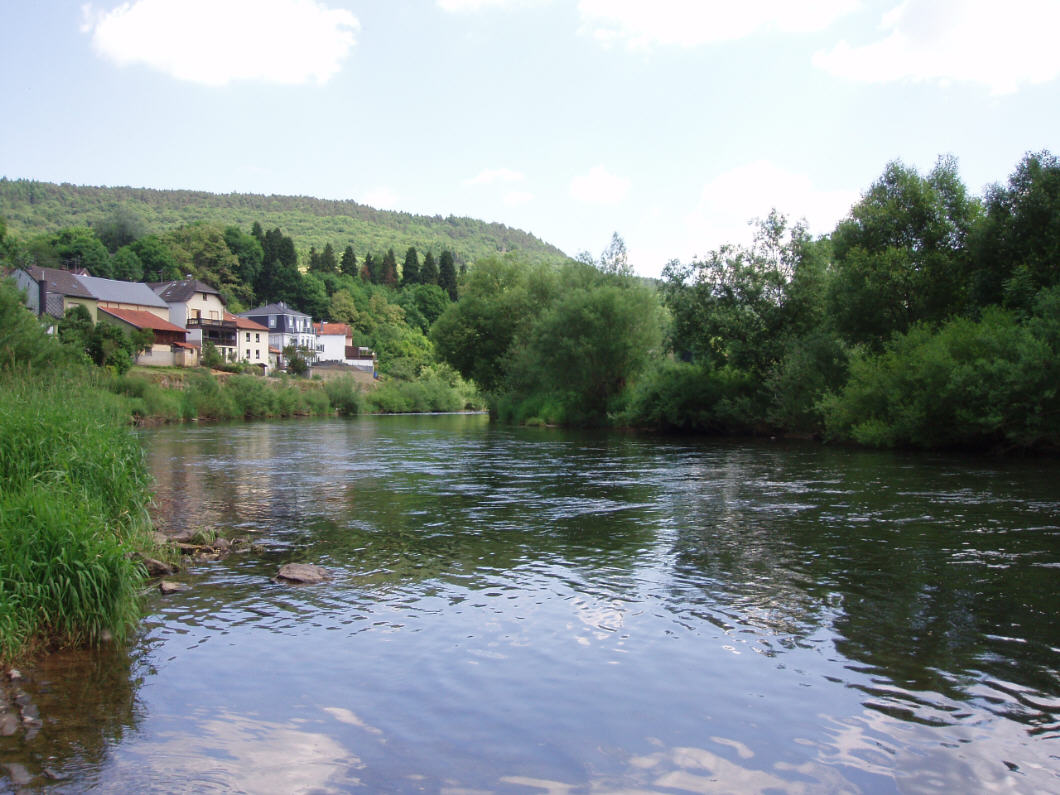
Grenzfluss Sauer in Bollendorf

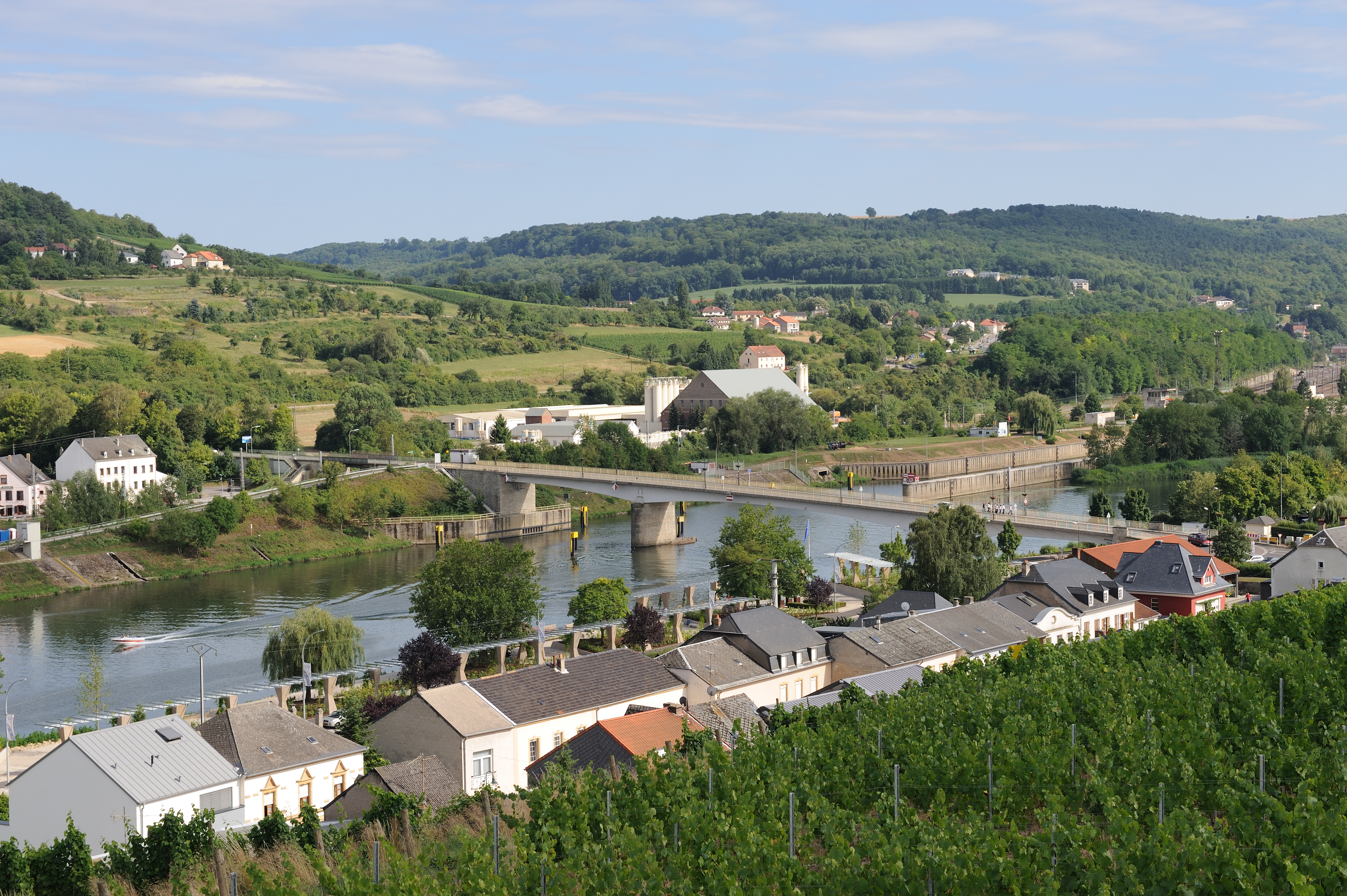
Grenzfluss Mosel in Schengen

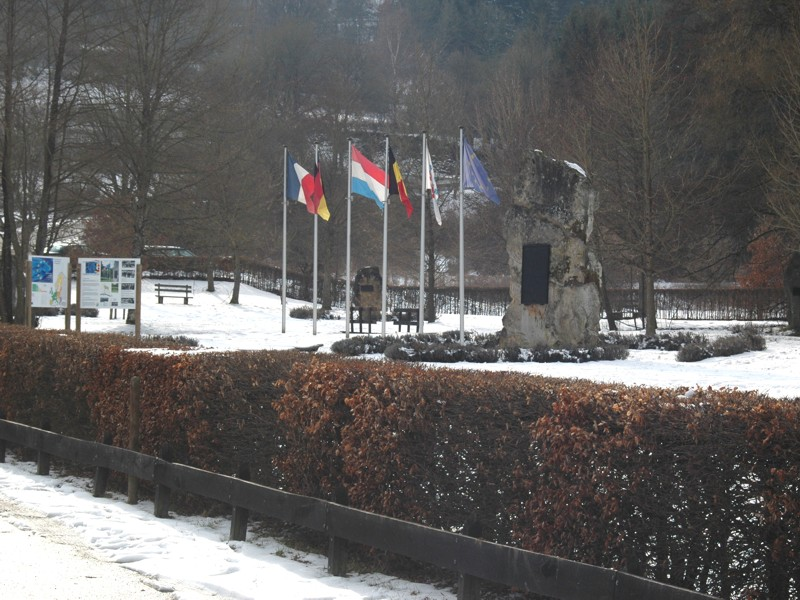
Dreiländereck Deutschland, Belgien und Luxemburg

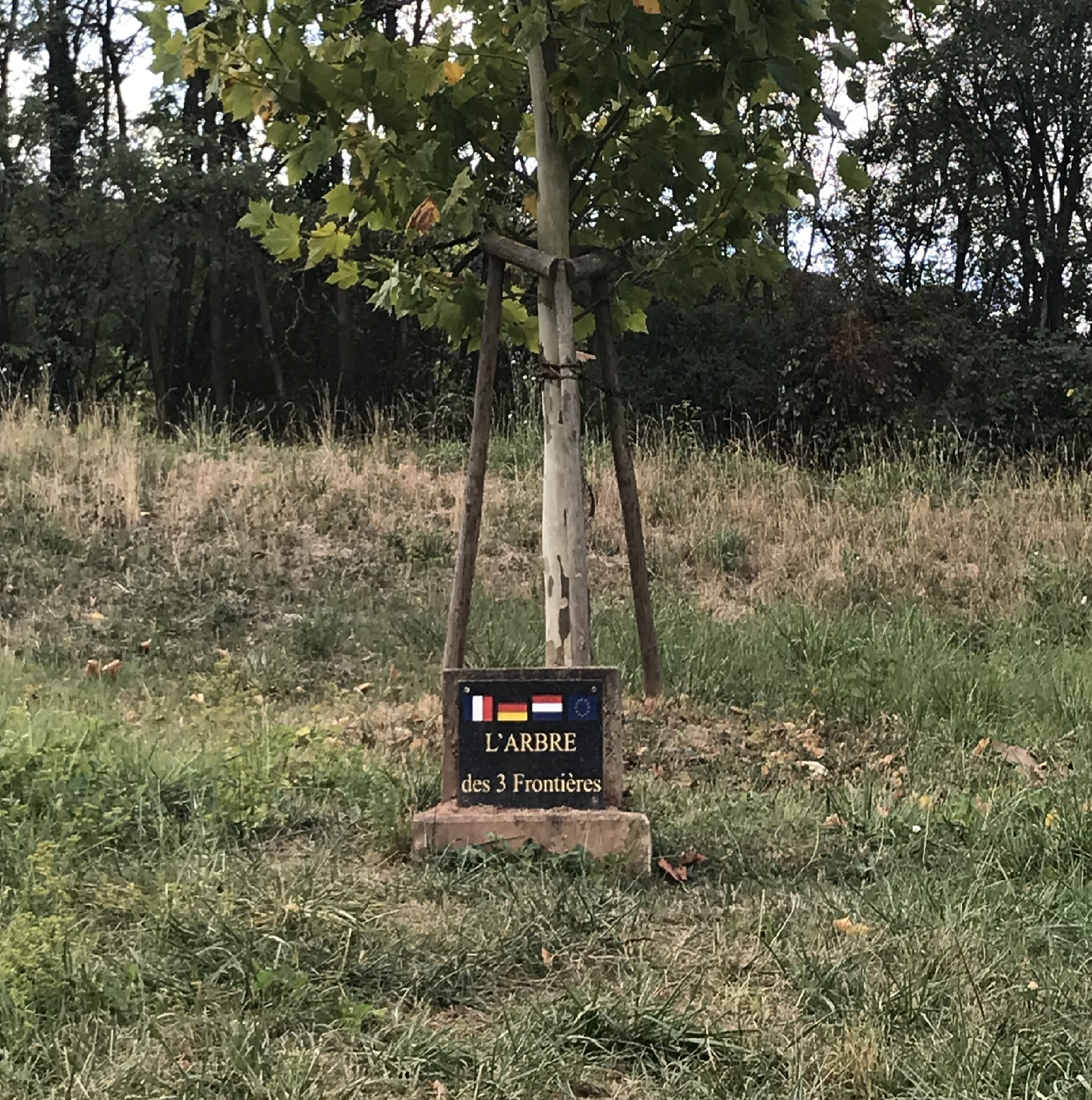
Dreiländermarkierung Frankreich, Deutschland und Luxemburg

Die Grenze zwischen Deutschland und Luxemburg hat eine Länge von 137 Kilometern.
Der größte Teil der Grenze wird von den drei Flüssen Our (50 km) im Norden, Sauer (42 km) und Mosel (26,5 km) im Süden gebildet. Nur im Bereich der Kleinstadt Vianden an der Our erstreckt sich Luxemburg über eine Länge von rund sieben Kilometern auch östlich des Flusssystems.
In den deutschen Bundesländern Rheinland-Pfalz und Saarland ist die Grenze dem gemeinschaftlichen deutsch-luxemburgischen Hoheitsgebiet zugeordnet. Lediglich bei Vianden ist dieses ansonsten zusammenhängende Hoheitsgebiet unterbrochen.

## Gemeinden an der Staatsgrenze (von Nord nach Süd)
| L U X E M B U R G   | L U X E M B U R G | L U X E M B U R G      |                | D E U T S C H L A N D | D E U T S C H L A N D | D E U T S C H L A N D | D E U T S C H L A N D |
| Kanton              | Gemeinde          | Grenz- übertritt       |                | Grenz- übertritt      | Gemeinde              | Kreis                 | Bundesland            |
| ------------------- | ----------------- | ---------------------- | -------------- | --------------------- | --------------------- | --------------------- | --------------------- |
| B e l g i e n       |                   |                        |                |                       |                       |                       |                       |
| Clerf               | Clerf             |                        | O u r          |                       | Sevenig (Our)         | Bitburg-Prüm          | Rheinland-Pfalz       |
| Clerf               | Clerf             | Dahnen                 | O u r          |                       |                       | Bitburg-Prüm          | Rheinland-Pfalz       |
| Clerf               | Clerf             | Dasburg                | O u r          |                       |                       | Bitburg-Prüm          | Rheinland-Pfalz       |
| Clerf               | Parc Hosingen     |                        | O u r          |                       |                       | Bitburg-Prüm          | Rheinland-Pfalz       |
| Clerf               | Preischeid        |                        | O u r          |                       |                       | Bitburg-Prüm          | Rheinland-Pfalz       |
| Clerf               | Affler            |                        | O u r          |                       |                       | Bitburg-Prüm          | Rheinland-Pfalz       |
| Clerf               | Übereisenbach     |                        | O u r          |                       |                       | Bitburg-Prüm          | Rheinland-Pfalz       |
| Clerf               | Gemünd            |                        | O u r          |                       |                       | Bitburg-Prüm          | Rheinland-Pfalz       |
| Clerf               | Keppeshausen      |                        | O u r          |                       |                       | Bitburg-Prüm          | Rheinland-Pfalz       |
| Vianden             | Putscheid         |                        | O u r          |                       |                       | Bitburg-Prüm          | Rheinland-Pfalz       |
| Vianden             | Putscheid         | Waldhof-Falkenstein    | O u r          |                       |                       | Bitburg-Prüm          | Rheinland-Pfalz       |
| Vianden             | Vianden           |                        | O u r          |                       |                       | Bitburg-Prüm          | Rheinland-Pfalz       |
| Vianden             |                   |                        |                |                       |                       | Bitburg-Prüm          | Rheinland-Pfalz       |
| Vianden             | Bauler            |                        |                |                       |                       | Bitburg-Prüm          | Rheinland-Pfalz       |
| Vianden             | Körperich         |                        |                |                       |                       | Bitburg-Prüm          | Rheinland-Pfalz       |
| Vianden             | Roth an der Our   |                        |                |                       |                       | Bitburg-Prüm          | Rheinland-Pfalz       |
| Vianden             | O u r             |                        |                |                       |                       | Bitburg-Prüm          | Rheinland-Pfalz       |
| Vianden             | Tandel            |                        |                |                       |                       | Bitburg-Prüm          | Rheinland-Pfalz       |
| Vianden             | Gentingen         |                        |                |                       |                       | Bitburg-Prüm          | Rheinland-Pfalz       |
| Diekirch            | Reisdorf          |                        |                |                       |                       | Bitburg-Prüm          | Rheinland-Pfalz       |
| Diekirch            | Reisdorf          | Ammeldingen an der Our |                |                       |                       | Bitburg-Prüm          | Rheinland-Pfalz       |
| Diekirch            | Reisdorf          | Wallendorf             |                |                       |                       | Bitburg-Prüm          | Rheinland-Pfalz       |
| Diekirch            | Reisdorf          | S a u e r              |                |                       |                       | Bitburg-Prüm          | Rheinland-Pfalz       |
| Echternach          | Befort            |                        |                |                       |                       | Bitburg-Prüm          | Rheinland-Pfalz       |
| Echternach          | Befort            | Bollendorf             |                |                       |                       | Bitburg-Prüm          | Rheinland-Pfalz       |
| Echternach          | Berdorf           |                        |                |                       |                       | Bitburg-Prüm          | Rheinland-Pfalz       |
| Echternach          | Echternach        |                        |                |                       |                       | Bitburg-Prüm          | Rheinland-Pfalz       |
| Echternach          | Echternacherbrück |                        |                |                       |                       | Bitburg-Prüm          | Rheinland-Pfalz       |
| Echternach          | Rosport           |                        |                |                       |                       | Bitburg-Prüm          | Rheinland-Pfalz       |
| Echternach          | Minden            |                        |                |                       |                       | Bitburg-Prüm          | Rheinland-Pfalz       |
| Echternach          |                   | Ralingen               | Trier-Saarburg |                       |                       |                       | Rheinland-Pfalz       |
| Echternach          | Mompach           | Ralingen               | Trier-Saarburg |                       |                       |                       | Rheinland-Pfalz       |
| Echternach          | Langsur           |                        | Trier-Saarburg |                       |                       |                       | Rheinland-Pfalz       |
| Grevenmacher        | Mertert           |                        | Trier-Saarburg |                       |                       |                       | Rheinland-Pfalz       |
| Grevenmacher        | Mertert           | M o s e l              | Trier-Saarburg |                       | Oberbillig            |                       | Rheinland-Pfalz       |
| Grevenmacher        | Mertert           | M o s e l              | Trier-Saarburg | Temmels               |                       |                       | Rheinland-Pfalz       |
| Grevenmacher        | Grevenmacher      | M o s e l              | Trier-Saarburg |                       |                       |                       | Rheinland-Pfalz       |
| Grevenmacher        | Wellen            | M o s e l              | Trier-Saarburg |                       |                       |                       | Rheinland-Pfalz       |
| Grevenmacher        | Wormeldingen      | M o s e l              | Trier-Saarburg |                       |                       |                       | Rheinland-Pfalz       |
| Grevenmacher        | Nittel            | M o s e l              | Trier-Saarburg |                       |                       |                       | Rheinland-Pfalz       |
| Grevenmacher        | Wincheringen      | M o s e l              | Trier-Saarburg |                       |                       |                       | Rheinland-Pfalz       |
| Grevenmacher        | Palzem            | M o s e l              | Trier-Saarburg |                       |                       |                       | Rheinland-Pfalz       |
| Remich              | Stadtbredimus     | M o s e l              | Trier-Saarburg |                       |                       |                       | Rheinland-Pfalz       |
| Remich              | Remich            | M o s e l              | Trier-Saarburg |                       |                       |                       | Rheinland-Pfalz       |
| Remich              |                   | M o s e l              | Perl           | Merzig-Wadern         | Saarland              |                       |                       |
| Remich              | Schengen          | M o s e l              | Perl           | Merzig-Wadern         | Saarland              |                       |                       |
| F r a n k r e i c h |                   |                        |                |                       |                       |                       |                       |